# 川瀬智子
川瀬 智子（かわせ ともこ、1975年2月6日 - ）は、日本の歌手、ミュージシャン、作詞家。the brilliant greenのボーカル。Tommy february6（トミー・フェブラリー）およびTommy heavenly6（トミー・ヘヴンリー）名義でも活動。本名は奥田 智子（おくだ ともこ）、旧姓は川瀬。愛称はTommy（トミー）。

## 来歴
京都府京都市出身。明徳商業高等学校卒業。血液型はB型。高校生の頃に京都市内のセレクトショップでアルバイトをしていた。高校卒業後は18歳ながら店長に就任。この時に養われたファッションセンスや小物使いなどが、後のソロ活動で役立っているとしている。
1995年、20歳の頃にバンドのボーカリストとしてクラブのステージで歌っていたところ、バンドを結成の為のボーカリストを探していた松井亮と奥田俊作が川瀬の声に惚れスカウトし、the brilliant greenを結成する。
1997年9月21日、the brilliant greenのボーカルとして、シングル『Bye Bye Mr. Mug』でメジャーデビュー。2001年1月までに11作のシングルと3作のアルバムを発売する。
2001年7月25日、ソロプロジェクトTommy february6を立ち上げて、シングル『EVERYDAY AT THE BUS STOP』でデビュー。2002年2月6日にアルバム『Tommy february6』をリリースし、オリコンアルバムチャート初登場1位で2週連続1位を獲得する。
2002年4月からthe brilliant greenの活動を再開。12月までにシングル3枚とアルバム1枚をリリース。また、同年に放送された『ピロッポ』（フジテレビ）では、テーマ曲「トミーフェブラッテ、マカロン」の提供のほか、声優としても出演。
2003年より、Tommy february⁶としての活動を再開するとともに、Tommy february6のダークサイドキャラクターとしてTommy heavenly6としての活動も開始。同年7月7日より、ニッポン放送の『オールナイトニッポン』にて川瀬作曲のジングルが使用される。同年11月22日、the brilliant greenのベーシスト、奥田俊作と結婚。2004年は主にTommy february6として活動し、2ndアルバム『Tommy airline』を発売。
2005年夏に、Tommy heavenly6としての3rdシングル『Ready?』、1stアルバム『Tommy heavenly6』を発売。
2007年4月3日、大塚愛からの紹介により『笑っていいとも!』の「テレフォンショッキング」にゲスト出演。同年5月31日、the brilliant greenがバンド結成10周年を迎え活動を再開することを発表し、2008年2月までにシングル3枚とベスト・アルバム1枚を発売。
2009年5月31日をもって所属事務所の研音との契約を終了し活動休止。2010年1月5日、レコード会社をワーナーミュージック・ジャパン、所属事務所をナインティワンへ移籍することを発表。同時に、2年半ぶりにthe brilliant greenの活動を再開させ、9月15日にアルバム『BLACKOUT』を発売。
2012年6月、Tommy名義で読者モデルAMOとAYAMOによるユニット「AMOYAMO」をプロデュースすることを発表。プレデビューアルバム『A☆M☆O☆Y★A★M★O』をプロデュース。同年10月発売のAMOYAMOのメジャーデビューシングル『LET'S GO OUT』の作詞・プロデュースも行った。
2013年2月6日、the brilliant green Tomoko Kawase デビュー15周年企画が始動し、第1弾としてTommy february6として8年ぶりのシングル『BE MY VALENTINE』、第2弾としてTommy february6のアルバム『TOMMY CANDY SHOP ♡ SUGAR ♡ ME』、第3弾としてTommy heavenly6のアルバム『TOMMY ♡ ICE CREAM HEAVEN ♡ FOREVER』を発売。

## 略歴

### Tommy february6
- 2001年
  - 7月25日、シングル『EVERYDAY AT THE BUS STOP』でデビュー。
  - 11月21日、2ndシングル『♥KISS♥ ONE MORE TIME』発売。
  - HAKASE-SUNの1stアルバム、『Plays Boyz-Toyz REGGAY!』収録のGame of Laveにゲストボーカルとして参加。
- 2002年
  - 1月17日、3rdシングル『Bloomin'!』発売。
  - 自身の誕生日でもあり、プロジェクト名の由来でもある2月6日に1stアルバム『Tommy february6』をリリース。
- 2003年
  - サンリオのキャラクター「リトルツインスターズ」とのコラボレーションを発表。
  - 2月6日、4thシングル『Je t'aime★je t'aime』発売。
  - 7月16日、5thシングル『Love is forever』を発売。
  - 『Tommy february6プロデュースプロジェクト』がスタート。Tommy☆angels、SPEED、樋井明日香、藤井隆へ楽曲提供およびプロデュースをした。
- 2004年
  - 2月11日、6thシングル『MaGic in youR Eyes』を発売。
  - 3月17日、2ndアルバム『Tommy airline』を発売。
  - 7月14日、7thシングル『L・O・V・E・L・Y 〜夢見るLOVELY BOY〜』を発売。
- 2005年
  - 11月30日、8thシングル『♥Lonely in Gorgeous♥』を発売。
  - ブライスとのコラボレーションを発表。限定ドールを発売。
- 2009年
  - 2月25日、ベスト・アルバム『Strawberry Cream Soda Pop “Daydream”』を発売。
- 2012年
  - 2月29日 ソロプロジェクト10周年を記念してTommy heavenly6と同時クレジットのアルバム『FEBRUARY & HEAVENLY』を発表。
  - 10月、ハロウィンミニベストアルバム『HALLOWEEN ADDICTION』をTommy heavenly6と同時クレジットで発売。
- 2013年
  - 2月6日、9thシングル『BE MY VALENTINE』を自身の誕生日に発売。
  - 6月12日、3rdアルバム『TOMMY CANDY SHOP ♡ SUGAR ♡ ME』を発売。
- 2014年
  - 10月22日発売のさくら学院のDVDシングル『ハートの地球』で楽曲提供およびプロデュースを務める。
- 2021年
  - 10月12日、すでに公開されているthe brilliant greenのMVに続き、MV12作がYouTubeにて初公開された[1]。
- 2024年
  - 9月27日、TikTok公式アカウントを米国と日本で開設[2]。

### Tommy heavenly6
- 2003年
  - 5月26日、新宿LIQUIDROOMで行われたTommy february6出演のライブイベント『SPACE SHOWER TV ×Tommy february6 SPECIAL NIGHT』のアンコールで、新キャラクター「Tommy heavenly6」として登場し、デビューシングル『Wait till I can dream』から2曲を披露[3]。
  - 7月16日、デビューシングル『Wait till I can dream』を発売。
- 2004年
  - 5月26日、2ndシングル『Hey my friend』を発売。
- 2005年
  - 7月20日、3rdシングル『Ready?』を発売。
  - 8月24日、1stアルバム『Tommy heavenly6』を発売。
- 2006年
  - 6月7日、4thシングル『I'm Gonna SCREAM+』を発売。ミュージック・ビデオでは、“たらこキユーピー”と共演。
  - 7月5日、5thシングル『Pray』を発売。
  - 10月11日、6thシングル『Lollipop Candy♥BAD♥girl』を発売。また、ミュージック・ビデオを自ら監督。
  - 12月6日、7thシングル『I ♥ XMAS』を発売。
- 2007年
  - 2月7日、8thシングル『Heavy Starry Chain』を発売。
  - 3月7日、2ndアルバム『Heavy Starry Heavenly』を発売。アルバム発売に合わせて初のソロライヴツアー『Tommy heavenly6 Heavy Starry tour'07』を開催。
- 2008年
  - 11月15日、配信限定で『Unlimited Sky』を発売。
  - 12月10日、9thシングル『PAPERMOON』を発売。
- 2009年
  - 2月25日、ベスト・アルバム『Gothic Melting Ice Cream's Darkness “Nightmare”』を発売。
  - 4月29日、3rdアルバム『I KILL MY HEART』を発売。
- 2010年
  - 7月28日より、学校法人モード学園（名古屋モード学園、東京モード学園、大阪モード学園）のCMソング『I'M YOUR DEVIL』の着うたを配信開始。
- 2011年
  - 10月26日、10thシングル『monochrome rainbow』を発売。
- 2012年
  - 2月29日、ソロプロジェクト10周年を記念してTommy february6と同時クレジットのアルバム『FEBRUARY & HEAVENLY』を発売。
  - 10月、ハロウィンミニベストアルバム『HALLOWEEN ADDICTION』をTommy february6と同時クレジットで発売。
- 2013年
  - 2月27日発売のさくら学院のシングル『My Graduation Toss』で、奥田と共に楽曲提供＆プロデュースを行う。
  - 11月27日、4thアルバム『TOMMY ♡ ICE CREAM HEAVEN ♡ FOREVER』を発売。
- 2014年
  - 1月29日、『美少女戦士セーラームーン』の公式トリビュートアルバム『美少女戦士セーラームーン THE 20TH ANNIVERSARY MEMORIAL TRIBUTE』に参加。
- 2021年
  - 10月19日、the brilliant greenおよびTommy February6のMVに続き、MV11作がYouTubeにて初公開された[4]。

## 人物
自身のことを「ティーンエイジコンプレックス」と語り、この性格がモチーフとなって「Tommy february6」と「Tommy heavenly6」のキャラクター設定に生かされている。ミュージックビデオを制作する際は、その楽曲に合う衣装をスタイリストの手を借りず、自ら購入し使用している。
自宅に居るのが好きで、あまり外出を好まない。このことが高じ、新たな住居を建設する際に地下にスタジオを建設。the brilliant green、ソロワークの多くの楽曲の収録は自宅スタジオで行われている。

## ソロプロジェクト

### Tommy february6
1980年代のサウンドを彷彿させるユーロビートでメロディアスな曲を展開している。音作りにはシンセサイザーとプログラミングなど、電子楽器を多用しているが、透明感のあるデジタル音ではなく、アナログシンセサイザーのヴィンテージサウンドをモチーフにしたバッキング音になっている。また3rdアルバム『TOMMY CANDY SHOP ♡ SUGAR ♡ ME』からはエレクトロニック・ダンス・ミュージックを導入。
1stシングル『EVERYDAY AT THE BUS STOP』は国内初のDVD付きシングルである。時折、小指を立ててマイクを持つことがある。Tommy february6については、「もし口パクが許されるのならすごいパフォーマンスを約束できる」と語っていた。トレードマークのメガネは、撮影時の光反射を考慮して伊達メガネを使用している。使用する眼鏡を選ぶ際、東京都内中心部のメガネショップを3軒歩き回り、イメージ通りの伊達メガネを探した。

### Tommy heavenly6
ダークなイメージで、シンセサイザーをほとんど使用しないバンドサウンドを展開している。活動初期はオルタナティブ・ロックやグランジなどに分類される曲をメインとして活動していたが、4thシングル『I'm Gonna SCREAM+』などの曲では、ゴシック・ファッションを着ており、曲調もゴシックメタルやハードロック寄りになっている。
『I'm Gonna SCREAM+』以降、ミュージックビデオの監督・編集を自ら行っており、監督はセキ★リュウジと共同で製作、編集は、自宅にある自身所有のApple製パソコン・Macintoshで編集作業している。PV撮影が高じ、映画撮影や作曲にも挑戦してみたいと語っている。2007年には2ndアルバムの発売に合わせ、ソロ名義での初ライヴツアー『Tommy heavenly6 Heavy Starry tour'07』を行った。

### キャラクター設定
「Tommy february6」と「Tommy heavenly6」の2つの人格を川瀬智子自身がプロデュースをする設定であり、2人は自分達が同じ「川瀬智子」という同一人物とは気付いていないとしている。
Tommy february6
ブライトサイドの人格として、川瀬智子自身の自己矛盾や、投げやりで適当な性格を表現した別人格としている。誕生日は川瀬本人と同じ2月6日0時過ぎ。性格は完璧主義者だが、挫けやすく思い込みも激しい。また作家志望、アルコール中毒者という面もある。かつてはheavenly6の存在を知らないとしていたが、最近は存在を認識している。 february6から見てのheavenly6は自分を狂わせる悪魔と見ている一方、認めてはいない部分もあるが双子の妹 のような存在であり、また自由の象徴 でもあるという。
Tommy heavenly6
Tommy february6の悪しき別人格（ダーク・サイド）という設定で、ストレスや嫉妬心などの負の感情を具現化したもの。10月31日0時にfebruary6から精神分裂にて誕生したため、誕生日はハロウィンの日である。february6の睡眠中や酔った時に覚醒し、好き勝手に活動している。february6と仲良くしたいが、恥ずかしくて意地悪してしまい怒らせてしまうため、対立関係にある。また、heavenly6から見てのfebruary6は、体裁を気にして自分を殺しながら生きている存在であり、適当なことを言い物事を丸く収めようとする所が気にいらなく心から嫌悪感を抱いており、殺したい存在だと述べている。アルバム『TOMMY ♡ ICE CREAM HEAVEN ♡ FOREVER』では実際にheavenly6がfebruary6を消すために展開するストーリーが設けられている。
両キャラクターの共演作「Lollipop Candy♥BAD♥girl」のミュージックビデオでは、2番のAメロのシーンで争っているシーンがある。一方、「I♥Xmas」のミュージックビデオでは、仲良くサンタと戯れている。

### 名前の由来
the brilliant greenのリーダー奥田が川瀬のために書いた曲のデモテープを彼女の家のポストに入れる際、「『智子さんへ』と書くのもなんだし…」と悩み、なんとなく「トミーへ」と書いたことが、「Tommy」という名義・愛称の由来。当初本人は嫌がっていたが、松井と奥田がしつこく呼び続けた結果、『トミー』で定着。
february6については、誕生日が2月6日生まれ（2月=February、6日=6）で誕生日を名前にしたら飽きないだろうと思い使用。なおサフィックス（接尾辞）の「6」は読まないが、本人は「読んでも読まなくてもどちらでも構わない」としている。

### the brilliant greenのメンバーの関わり
ソロ名義初のライヴツアー『Tommy heavenly6 Heavy Starry tour'07』の初日の大阪公演にて、正体の不明であった作曲者「MALIBU CONVERTIBLE」がゲストで登場し、the brilliant greenのメンバーの奥田俊作であったことが判明。松井亮も、奥田と共にギタリストとしてツアーをサポートしていた。
川瀬によると、奥田俊作は「Tommy february6」「Tommy heavenly6」の楽曲のすべてを手掛けている（Tommyベストのアルバムクレジットに記載済み）。松井亮は「Tommy february6」ファーストアルバム内ではK-smith名義で2曲ほどギタープレイで参加。トミーフェブラッテ、マカロンでのコーラスワークにスタッフ達と参加している。

## ディスコグラフィ

### Tommy february6

#### シングル
| 枚  | 発売日         | タイトル                              | 形態   | 規格品番              | 順位 | 収録アルバム                         |
| --- | -------------- | ------------------------------------- | ------ | --------------------- | ---- | ------------------------------------ |
| 1st | 2001年07月25日 | EVERYDAY AT THE BUS STOP              | CD+DVD | DFCZ-1037~8           | 12位 | Tommy february6                      |
| 2nd | 2001年11月21日 | ♥KISS♥ ONE MORE TIME                  | CD     | DFCL-1055             | 20位 | Tommy february6                      |
| 3rd | 2002年01月17日 | Bloomin'!                             | CD     | DFCL-1056             | 10位 | Tommy february6                      |
| 4th | 2003年02月06日 | je t'aime★je t'aime                   | CCCD   | DFCL-1097 (DFCL-1154) | 5位  | Tommy airline                        |
| 4th | 2003年02月19日 | je t'aime★je t'aime                   | LP     | DFJL-6061             | 5位  | Tommy airline                        |
| 4th | 2004年07月07日 | je t'aime★je t'aime                   | CD     | DFCL-1236             | 5位  | Tommy airline                        |
| 5th | 2003年07月16日 | Love is forever                       | CCCD   | DFCL-1104 (DFCL-1158) | 6位  | Tommy airline                        |
| 5th | 2003年07月30日 | Love is forever                       | LP     | DFJL-6063             | 6位  | Tommy airline                        |
| 5th | 2004年07月07日 | Love is forever                       | CD     | DFCL-1241             | 6位  | Tommy airline                        |
| 6th | 2004年02月11日 | MaGic in youR Eyes                    | CCCD   | DFCL-1118             | 6位  | Tommy airline                        |
| 6th | 2004年02月25日 | MaGic in youR Eyes                    | LP     | DFJL-6066             | 6位  | Tommy airline                        |
| 6th |                | MaGic in youR Eyes                    | CD     | DFCL-1251             | 6位  | Tommy airline                        |
| 7th | 2004年07月14日 | L・O・V・E・L・Y 〜夢見るLOVELY BOY〜 | CCCD   | DFCL-1145             | 14位 | Strawberry Cream Soda Pop “Daydream” |
| 7th |                | L・O・V・E・L・Y 〜夢見るLOVELY BOY〜 | CD     | DFCL-1262             | 14位 | Strawberry Cream Soda Pop “Daydream” |
| 8th | 2005年11月30日 | ♥Lonely in Gorgeous♥                  | CD     | DFCL-1225             | 20位 | Strawberry Cream Soda Pop “Daydream” |
| 9th | 2013年02月06日 | BE MY VALENTINE                       | CD     | WPCL-11348            | 26位 | TOMMY CANDY SHOP ♡ SUGAR ♡ ME        |

#### アルバム
| 枚  | 発売日         | タイトル                      | 形態                  | 規格品番     | 順位 |
| --- | -------------- | ----------------------------- | --------------------- | ------------ | ---- |
| 1st | 2002年02月06日 | Tommy february6               | 初回限定盤 (CD+DVD)   | DFCL-1058~9  | 1位  |
| 1st | 2002年02月06日 | Tommy february6               | 通常盤 (CD)           | DFCL-1060    | 1位  |
| 2nd | 2004年03月17日 | Tommy airline                 | 初回限定盤 (CCCD+DVD) | DFCL-1140~1  | 2位  |
| 2nd | 2004年03月17日 | Tommy airline                 | 通常盤 (CCCD)         | DFCL-1143    | 2位  |
| 2nd | 2004年03月31日 | Tommy airline                 | LP                    | DFJL-6069    | 2位  |
| 2nd |                | Tommy airline                 | 通常盤 (CD)           | DFCL-1203    | 2位  |
| 3rd | 2013年06月12日 | TOMMY CANDY SHOP ♡ SUGAR ♡ ME | 初回限定盤 (CD+DVD)   | WPZL-30596~7 | 9位  |
| 3rd | 2013年06月12日 | TOMMY CANDY SHOP ♡ SUGAR ♡ ME | 通常盤 (CD)           | WPCL-11416   | 9位  |

#### ベストアルバム
| 枚  | 発売日         | タイトル                             | 形態                          | 規格品番     | 順位 |
| --- | -------------- | ------------------------------------ | ----------------------------- | ------------ | ---- |
| 1st | 2009年02月25日 | Strawberry Cream Soda Pop “Daydream” | 完全生産限定盤 (CD+DVD+GOODS) | DFCL-20001~3 | 5位  |
| 1st | 2009年02月25日 | Strawberry Cream Soda Pop “Daydream” | 初回限定盤 (CD+DVD)           | DFCL-1530~1  | 5位  |
| 1st | 2009年02月25日 | Strawberry Cream Soda Pop “Daydream” | 通常盤 (CD)                   | DFCL-1532    | 5位  |

#### 書籍
1. Tommy february6 + HAWAII （2002年9月30日、扶桑社） ISBN 978-4594036768[17]

#### 楽曲提供
1. You'll be my boy （2003年12月17日）
川瀬智子プロデュースによるアイドルユニット「Tommy☆angels」デビューシングル。
2. Stars to shine again （2003年11月27日）
SPEEDへの提供曲。アルバム『BRIDGE』収録曲で上原多香子がメインボーカルを務めている。
3. ♡Wanna be your girlfriend♡ （2003年11月19日）
樋井明日香への提供曲。
4. OH MY JULIET! （2005年10月19日）
藤井隆への提供曲。初回限定盤は特殊デジパック仕様とPVを収録したDVDが付属。なお映画『バベル』の日本編ではPVの一部が流れており、『バベル』のサウンドトラックには「OH MY JULIET!」が収録されている。
5. Oh My God♥（2011年7月13日）
戸松遥への提供曲。
6. ハートの地球（2014年10月22日）
さくら学院への提供曲。
7. Killer Lips（2022年11月16日）
ukkaへの提供曲。

### Tommy heavenly6

#### シングル
| 枚   | 発売日         | タイトル                | 形態                | 規格品番    | 順位 | 収録アルバム                                    |
| ---- | -------------- | ----------------------- | ------------------- | ----------- | ---- | ----------------------------------------------- |
| 1st  | 2003年07月16日 | Wait till I can dream   | CCCD+DVD            | DFCL-1105~6 | 5位  | Tommy heavenly6                                 |
| 1st  | 2003年07月30日 | Wait till I can dream   | LP                  | DFJL-6064   | 5位  | Tommy heavenly6                                 |
| 1st  | 2004年06月21日 | Wait till I can dream   | CCCD+DVD            | DFCL-1152~3 | 5位  | Tommy heavenly6                                 |
| 1st  |                | Wait till I can dream   | CD+DVD              | DFCL-1253~4 | 5位  | Tommy heavenly6                                 |
| 2nd  | 2004年05月26日 | Hey my friend           | CCCD                | DFCL-1136   | 20位 | Tommy heavenly6                                 |
| 2nd  |                | Hey my friend           | CD                  | DFCL-1259   | 20位 | Tommy heavenly6                                 |
| 3rd  | 2005年07月20日 | Ready?                  | CD                  | DFCL-1192   | 15位 | Tommy heavenly6                                 |
| 4th  | 2006年06月07日 | I'm Gonna SCREAM+       | 初回限定盤 (CD+DVD) | DFCL-1276~7 | 22位 | Heavy Starry Heavenly                           |
| 4th  | 2006年06月07日 | I'm Gonna SCREAM+       | 通常盤 (CD)         | DFCL-1278   | 22位 | Heavy Starry Heavenly                           |
| 5th  | 2006年07月05日 | Pray                    | 初回限定盤 (CD+DVD) | DFCL-1285~6 | 10位 | Heavy Starry Heavenly                           |
| 5th  | 2006年07月05日 | Pray                    | 通常盤 (CD)         | DFCL-1287   | 10位 | Heavy Starry Heavenly                           |
| 6th  | 2006年10月11日 | Lollipop Candy♥BAD♥girl | 初回限定盤 (CD+DVD) | DFCL-1292~3 | 12位 | Heavy Starry Heavenly                           |
| 6th  | 2006年10月11日 | Lollipop Candy♥BAD♥girl | 通常盤 (CD)         | DFCL-1294   | 12位 | Heavy Starry Heavenly                           |
| 7th  | 2006年12月06日 | I ♥ XMAS                | 初回限定盤 (CD+DVD) | DFCL-1317~8 | 29位 | Heavy Starry Heavenly                           |
| 7th  | 2006年12月06日 | I ♥ XMAS                | 通常盤 (CD)         | DFCL-1319   | 29位 | Heavy Starry Heavenly                           |
| 8th  | 2007年02月07日 | Heavy Starry Chain      | 初回限定盤 (CD+DVD) | DFCL-1327~8 | 20位 | Heavy Starry Heavenly                           |
| 8th  | 2007年02月07日 | Heavy Starry Chain      | 通常盤 (CD)         | DFCL-1329   | 20位 | Heavy Starry Heavenly                           |
| 9th  | 2008年12月10日 | PAPERMOON               | 初回限定盤 (CD+DVD) | DFCL-1518~9 | 10位 | Gothic Melting Ice Cream's Darkness “Nightmare” |
| 9th  | 2008年12月10日 | PAPERMOON               | 通常盤 (CD)         | DFCL-1520   | 10位 | Gothic Melting Ice Cream's Darkness “Nightmare” |
| 10th | 2011年10月26日 | monochrome rainbow      | 初回限定盤 (CD)     | WPCL-11007  | 23位 | FEBRUARY & HEAVENLY                             |
| 10th | 2011年10月26日 | monochrome rainbow      | 通常盤 (CD)         | WPCL-11008  | 23位 | FEBRUARY & HEAVENLY                             |

#### 配信限定シングル
1. Unlimited Sky （2008年11月15日）
MBS制作、TBS系アニメ『機動戦士ガンダム00』挿入歌
2. I'M YOUR DEVIL (2010年7月28日)
学校法人モード学園（名古屋モード学園、東京モード学園、大阪モード学園）のCMソング
3. Ruby eyes（2013年10月2日）
東海テレビ制作、フジテレビ系ドラマ『潔子爛漫〜きよこらんまん〜』主題歌

#### アルバム
| 枚  | 発売日         | タイトル                           | 形態                | 規格品番     | 順位 |
| --- | -------------- | ---------------------------------- | ------------------- | ------------ | ---- |
| 1st | 2005年08月24日 | Tommy heavenly6                    | 初回限定盤 (CD+DVD) | DFCL-1194~5  | 4位  |
| 1st | 2005年08月24日 | Tommy heavenly6                    | 通常盤 (CD)         | DFCL-1196    | 4位  |
| 2nd | 2007年03月07日 | Heavy Starry Heavenly              | 初回限定盤 (CD+DVD) | DFCL-1348~9  | 9位  |
| 2nd | 2007年03月07日 | Heavy Starry Heavenly              | 通常盤 (CD)         | DFCL-1350    | 9位  |
| 3rd | 2009年04月29日 | I KILL MY HEART                    | CD+DVD              | DFCL-1562    | 9位  |
| 4th | 2013年11月27日 | TOMMY ♡ ICE CREAM HEAVEN ♡ FOREVER | 初回限定盤 (CD+DVD) | WPZL-30672~3 | 17位 |
| 4th | 2013年11月27日 | TOMMY ♡ ICE CREAM HEAVEN ♡ FOREVER | 通常盤 (CD)         | WPCL-11585   | 17位 |

#### ベストアルバム
| 枚  | 発売日         | タイトル                                        | 形態                          | 規格品番     | 順位 |
| --- | -------------- | ----------------------------------------------- | ----------------------------- | ------------ | ---- |
| 1st | 2009年02月25日 | Gothic Melting Ice Cream's Darkness “Nightmare” | 完全生産限定盤 (CD+DVD+GOODS) | DFCL-20004~6 | 6位  |
| 1st | 2009年02月25日 | Gothic Melting Ice Cream's Darkness “Nightmare” | 初回限定盤 (CD+DVD)           | DFCL-1533~4  | 6位  |
| 1st | 2009年02月25日 | Gothic Melting Ice Cream's Darkness “Nightmare” | 通常盤 (CD)                   | DFCL-1535    | 6位  |

#### トリビュート・アルバム
1. LOVE for NANA 〜Only 1 Tribute〜（2005年3月16日）
「GIMME ALL OF YOUR LOVE !!」で参加。
2. 美少女戦士セーラームーン THE 20TH ANNIVERSARY MEMORIAL TRIBUTE（2014年1月29日）
ミュージカルの主題歌「ラ・ソウルジャー(La Soldier)」をカヴァー。

#### 楽曲提供
1. My Graduation Toss （2013年2月27日）
さくら学院への楽曲提供。

#### ライブツアー
1. Tommy heavenly6 Heavy Starry tour'07

### Tommy february6& Tommy heavenly6
ソロ活動10周年を機にTommy february6 & Tommy heavenly6の同時クレジットでアルバムをリリース。現在はミニアルバムを2作リリースしている。
| 枚  | 発売日         | タイトル                     | 形態                 | 規格品番     | 順位 |
| --- | -------------- | ---------------------------- | -------------------- | ------------ | ---- |
| 1st | 2012年02月29日 | FEBRUARY & HEAVENLY          | 初回限定盤 (2CD+DVD) | WPZL-30353~5 | 12位 |
| 1st | 2012年02月29日 | FEBRUARY & HEAVENLY          | 通常盤 (CD)          | WPCL-11037   | 12位 |
| 2nd | 2012年10月17日 | HALLOWEEN ADDICTION          | 初回限定盤 (CD+DVD)  | WPZL-30478~9 | 17位 |
| 2nd | 2012年10月17日 | HALLOWEEN ADDICTION          | 通常盤 (CD)          | WPCL-11255   | 17位 |
| 3rd | 2015年10月21日 | Tommy's Halloween Fairy tale | 初回生産限定盤 (CD)  | POCS-1363    | 28位 |

## タイアップ一覧
| 使用年          | 曲名 | タイアップ |
| --------------- | --- | --- |
| Tommy february6 | | |
| 2001年          | EVERYDAY AT THE BUS STOP                                                                                  | TBS系『COUNT DOWN TV』2001年8月度オープニングテーマ                                                                 |
| 2001年          | トミーフェブラッテ、マカロン。                                                                            | フジテレビ系アニメ『ピロッポ』主題歌                                                                                |
| 2001年          | ★CANDY POP IN LOVE★                                                                                       | 集英社『non-no』CMソング                                                                                            |
| 2002年          | Bloomin'!                                                                                                 | 資生堂「ピエヌ」CMソング                                                                                            |
| 2002年          | Can't take my eyes off of you                                                                             | ダイハツ「MAX」CMソング                                                                                             |
| 2003年          | je t'aime★je t'aime                                                                                       | ダイハツ「Mira AVY」CMソング                                                                                        |
| 2003年          | I'm in the mood for dancing                                                                               | フジテレビ系『情報プレゼンター とくダネ!』お天気コーナーテーマソング                                                |
| 2004年          | MaGic in youR Eyes                                                                                        | TBS系 金曜ドラマ『奥さまは魔女』主題歌                                                                              |
| 2004年          | I still love you boy                                                                                      | ハドソン「取り放題¥100」CMソング                                                                                    |
| 2004年          | L・O・V・E・L・Y 〜夢見るLOVELY BOY〜                                                                     | 東宝配給アニメ映画『劇場版ポケットモンスター アドバンスジェネレーション 裂空の訪問者 デオキシス』主題歌             |
| 2004年          | I ONLY WANT TO BE WITH YOU                                                                                | TBS系『はなまるマーケット』オープニングテーマ                                                                       |
| 2004年          | エル・オー・ヴィー・イー・エル・ワイ 〜ゆめみるラブリーボーイ〜（ピカチュウといっしょ★ヴァージョンだよ!） | 東宝配給アニメ映画『劇場版ポケットモンスター アドバンスジェネレーション 裂空の訪問者 デオキシス』エンディングテーマ |
| 2005年          | ♥Lonely in Gorgeous♥                                                                                      | フジテレビ系『ノイタミナ』枠アニメ『Paradise Kiss』オープニングテーマ                                               |
| 2005年          | ♥Lonely in Gorgeous♥                                                                                      | 山野美容専門学校 CMソング                                                                                           |
| 2009年          | ◯Strawberry●Cream◯Soda●Pop◯                                                                               | フジテレビ系ドラマ『血液型別 オンナが結婚する方法♪』主題歌                                                          |
| 2009年          | ◯Strawberry●Cream◯Soda●Pop◯                                                                               | 毎日放送『VERITà -ベリータ-』2009年3月エンディングテーマ                                                            |
| 2012年          | GIMME GIMME GIMME                                                                                         | 宝島社『sweet』CMソング                                                                                             |
| 2012年          | I HOLD YOUR NIGHT                                                                                         | フジテレビ系 金曜プレステージ特別企画『女秘匿捜査官 原麻希 アゲハ』主題歌                                           |
| 2013年          | BE MY VALENTINE                                                                                           | TBS系『はなまるマーケット』1月 - 3月度エンディングテーマ                                                            |
| Tommy heavenly6 | | |
| 2003年          | Wait till I can dream                                                                                     | テレビ朝日系『Matthew's Best Hit TV』エンディングテーマ                                                             |
| 2004年          | Hey my friend                                                                                             | 東宝配給映画『下妻物語』主題歌                                                                                      |
| 2004年          | Roller coaster ride→                                                                                      | 東宝配給映画『下妻物語』オープニングテーマ                                                                          |
| 2005年          | Ready? | TBS系『王様のブランチ』8・9月度エンディングテーマ                                                                   |
| 2005年          | LCDD | 東芝エンタテインメント配給映画『サマータイムマシン・ブルース』主題歌                                                |
| 2006年          | I'm Gonna SCREAM+                                                                                         | カネボウ化粧品「free plus」CMソング                                                                                 |
| 2006年          | Pray | テレビ東京系アニメ『銀魂』オープニングテーマ（第1話 - 第24話）                                                      |
| 2006年          | I ♥ XMAS                                                                                                  | 日本テレビ系2時間ドラマ『火曜ドラマゴールド』エンディングテーマ                                                     |
| 2008年          | Unlimited Sky                                                                                             | MBS・TBS系アニメ『機動戦士ガンダム00』セカンドシーズン 挿入歌                                                       |
| 2008年          | PAPERMOON                                                                                                 | テレビ東京系アニメ『ソウルイーター』オープニングテーマ（第31話 - 第50話）                                           |
| 2010年          | I'M YOUR DEVIL                                                                                            | 学校法人モード学園 CMソング                                                                                         |
| 2011年          | monochrome rainbow                                                                                        | NHK教育 アニメ『バクマン。』2期エンディングテーマ（第1話 - 第16話）                                                 |
| 2013年          | Ruby eyes                                                                                                 | 東海テレビ制作・フジテレビ系 昼ドラ『潔子爛漫〜きよこらんまん〜』オープニングテーマ                                 |

## 出演

### テレビアニメ
- ピロッポ（2001年10月11日 - 2002年3月21日、フジテレビ系） - ピッキー 役

### ラジオ
- ACROSS THE VIEW ROCKIN' RABBIT （1998年10月 - 2001年9月、J-WAVE）